# Liste der Monuments historiques in Meaulne-Vitray
Die Liste der Monuments historiques in Meaulne-Vitray führt die Monuments historiques in der französischen Gemeinde Meaulne-Vitray auf.

## Liste der Bauwerke

### Meaulne
| Bezeichnung                                  | Beschreibung                       | Standort | Kennzeichnung | Schutzstatus | Datum | Bild           |
| -------------------------------------------- | ---------------------------------- | -------- | ------------- | ------------ | ----- | -------------- |
| Château du Plaix (Fotos in der Base Mérimée) | Schloss, erbaut im 17. Jahrhundert | (Lage)   | PA00093154    | Inscrit      | 1985  |                |
| Kirche St-Symphorien                         | Erbaut im 15. Jahrhundert          | (Lage)   | PA00093411    | Inscrit      | 1991  | weitere Bilder |

### Vitray
| Bezeichnung    | Beschreibung              | Standort | Kennzeichnung | Schutzstatus | Datum | Bild           |
| -------------- | ------------------------- | -------- | ------------- | ------------ | ----- | -------------- |
| Kirche St-Éloi | Erbaut im 12. Jahrhundert | (Lage)   | PA00093373    | Inscrit      | 1976  | weitere Bilder |

## Liste der Objekte
- Monuments historiques (Objekte) in Meaulne in der Base Palissy des französischen Kultusministeriums